# Bazylika Wniebowzięcia Najświętszej Maryi Panny w Sokołach
Kościół Wniebowzięcia NMP w Sokołach – rzymskokatolicki kościół parafialny, położony w dekanacie Kobylin w diecezji łomżyńskiej, we wsi Sokoły przy ul. Kościelnej 1.

## Historia
- 1471 – Jan z Kruszewa założył w Sokołach kościół wraz z innymi dziedzicami z tej wsi (Kapica, Herbarz)[3].
- 1471 – biskup łucki Jerzy Chwalczewski erygował Parafię pw. Wniebowzięcia NMP.
- 1906–1912 – wybudowano obecny kościół murowany w stylu neogotyckim pw. Wniebowzięcia NMP według projektu łomżyńskiego architekta i inżyniera Franciszka Przecławskiego.
- 17 maja 1931 – kościół Wniebowzięcia NMP został konsekrowany przez biskupa łomżyńskiego Stanisława Łukomskiego.
- 30 kwietnia 1980 – wojewódzki konserwator zabytków podjął decyzję o wpisaniu kościoła parafialnego pw. Wniebowzięcia NMP w Sokołach do rejestru zabytków nieruchomych pod nr. rej.: 76[1].
- 1996–2000 – staraniem ks. proboszcza Franciszka Grabowicza wykonano ogrzewanie i nagłośnienie kościoła, remont organów i uporządkowano cmentarz przy kościele.
- 4 marca 2012 – nadanie kościołowi Wniebowzięcia NMP tytułu bazyliki mniejszej przez papieża Benedykta XVI.
- 9 lutego 2021 – dekretem biskupa łomżyńskiego Janusza Stepnowskiego bazylika została ustanowiona jednym z 20 kościołów stacyjnych Papieskiego Roku św. Józefa w diecezji łomżyńskiej[4].

## Architektura[5]
Kościół Wniebowzięcia NMP jest budowlą w stylu neogotyckim, na planie krzyża łacińskiego, trójnawową, wzniesioną z czerwonej cegły, nie tynkowaną, z dwiema wieżami. Elewacja zewnętrzna opiera się na uskokowych skarpach. Ściany świątyni przeprute są wysokimi, neogotyckimi oknami. Prezbiterium jest oddzielone od naw ozdobnym szczytem z wieżyczką pośrodku.
Wymiary kościoła:
- długość: 55 m
- szerokość: 22 m
- wysokość do sklepienia: 20 m
- wysokość wież: 50 m

Sklepienia w kościele: 
- w nawach – gwiaździste,

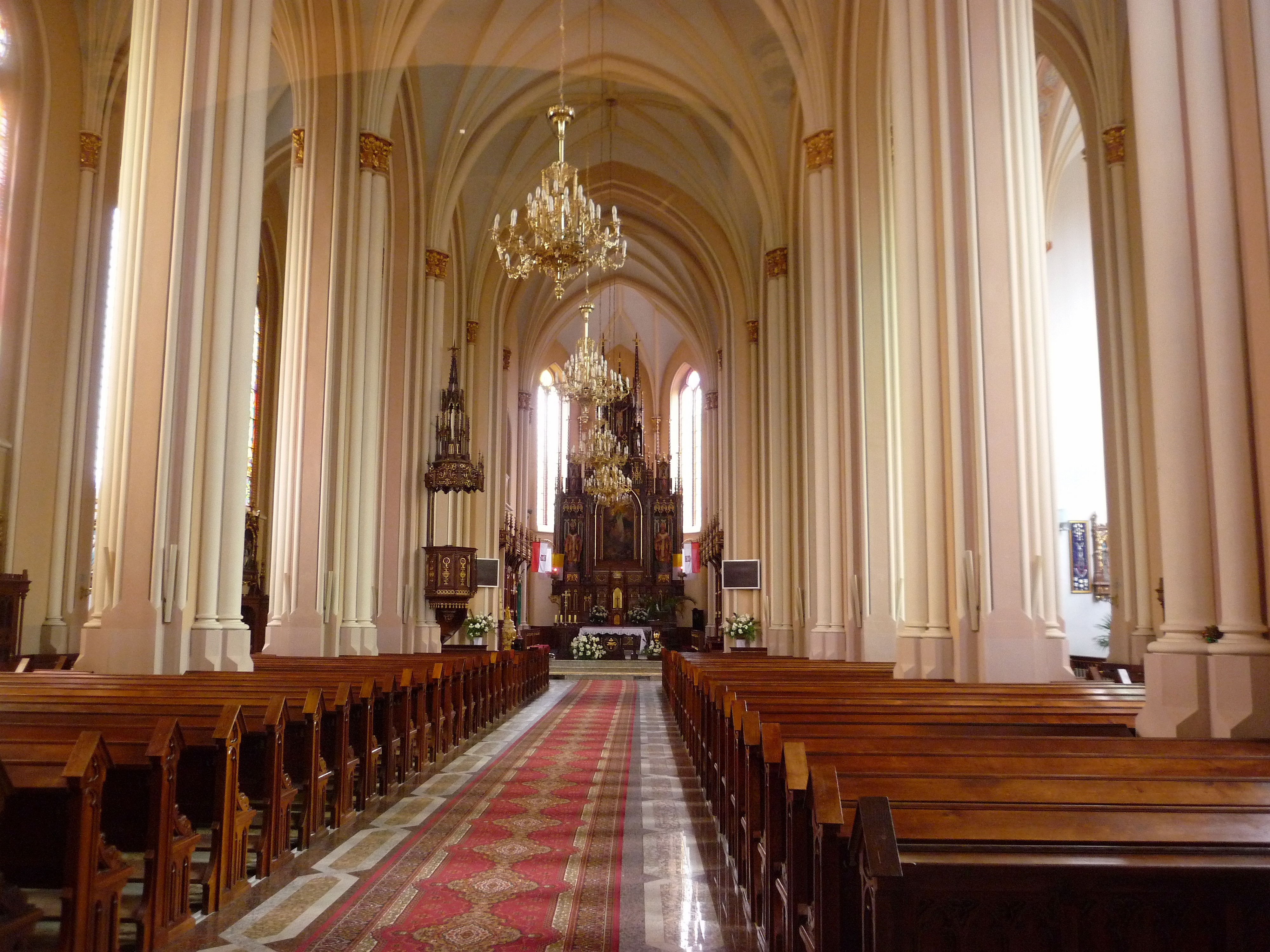
Nawa główna kościoła w Sokołach

- w zakrystii i kaplicy – kryształowe,
- w kruchcie głównej – parasolowe,
- w lożach nad kaplicą i zakrystią – płaskie.

Jednolity wystrój wewnętrzny kościoła pochodzi z lat 1920–1930. 

### Ołtarze – główny i boczne
Kościół ma sześć drewnianych ołtarzy.
- w ołtarzu głównym znajduje się obraz św. Mikołaja, na zasłonie obraz Wniebowzięcia NMP, zwieńczony u góry wizerunkiem Chrystusa ukrzyżowanego w otoczeniu Matki Boskiej i św. Jana. Po bokach ołtarza umieszczone są rzeźby św. Stanisława biskupa i św. Wojciecha.

ołtarze w zamknięciu naw: 
- lewy – obraz św. Józefa z Dzieciątkiem i obraz Matki Boskiej Nieustającej Pomocy,
- prawy – figura Najświętszego Serca Jezusowego, po jej bokach są rzeźby św. Teresy i św. Franciszka z Asyżu,

ołtarze w ramionach transeptu:
- lewy – ołtarz z figurą św. Antoniego, po bokach figury św. Kazimierza i św. Jadwigi Śląskiej
- prawy – obraz Matki Boskiej z Dzieciątkiem z XVIII w., po bokach rzeźby św. Stanisława Kostki i św. Alojzego a we wnękach – figury św. Franciszka z Asyżu i matki Boskiej z Lourdes
- w kaplicy jest obraz Matki Boskiej Częstochowskiej, na jego zasłonie – obraz Matki Boskiej Sokolskiej.

### Inne obiekty zabytkowe
- XVII w. – obrazy: Hołd Trzech Króli, Chrystus przy kolumnie, Niepokalana, św. Józef Opiekun, krucyfiks procesyjny,
- XVIII w. – monstrancja, chrzcielnica, cztery szaty liturgiczne,
- XIX w. – kielich.